# Bielorrusia en los Juegos Europeos de Bakú 2015
Bielorrusia participó en los Juegos Europeos de Bakú 2015 con una delegación de 150 deportistas. Responsable del equipo nacional fue el Comité Olímpico Nacional de Bielorrusia, así como las federaciones deportivas nacionales de cada deporte con participación.
El portador de la bandera en la ceremonia de apertura fue el luchador Mijail Siamionau.

## Medallistas
El equipo de Bielorrusia obtuvo las siguientes medallas:
| Nombre | Deporte               | Competición                       |
| --- | --------------------- | --------------------------------- |
| Oro |                       |                                   |
| Vasil Kirienka                                                                                                  | Ciclismo en ruta      | Contrarreloj M                    |
| Alena Amialiusik                                                                                                | Ciclismo en ruta      | Ruta F                            |
| Xeniya Cheldishkina Mariya Kadobina Valeriya Pishchelina Arina Tsitsilina Hanna Dudzenkova                      | Gimnasia rítmica      | Grupos 3 con mazas y 2 con aro F  |
| Vasilisa Marzaliuk                                                                                              | Lucha libre           | 75 kg F                           |
| Andrei Bahdanovich Aliaxandr Bahdanovich                                                                        | Piragüismo            | C2 1000 m M                       |
| Marharyta Majneva Maryna Litvinchuk                                                                             | Piragüismo            | K2 200 m F                        |
| Maryna Litvinchuk                                                                                               | Piragüismo            | K1 5000 m F                       |
| Stsiapan Papou                                                                                                  | Sambo                 | –74 kg M                          |
| Tatsiana Matsko                                                                                                 | Sambo                 | –64 kg F                          |
| Vitali Bubnovich                                                                                                | Tiro                  | Rifle 10 m M                      |
| Plata |                       |                                   |
| Dzmitri Asanau                                                                                                  | Boxeo                 | Gallo (–56 kg) M                  |
| Uladzislau Hancharou                                                                                            | Gimnasia en trampolín | Individual M                      |
| Uladzislau Hancharou Mikalai Kazak                                                                              | Gimnasia en trampolín | Sincronizado M                    |
| Melitsina Staniouta                                                                                             | Gimnasia rítmica      | Aro F                             |
| Soslan Daurov                                                                                                   | Lucha grecorromana    | 59 kg M                           |
| Aliaxei Shamarau                                                                                                | Lucha libre           | 125 kg M                          |
| Mikita Tsmyh | Natación              | 200 m espalda M                   |
| Volha Namazava                                                                                                  | Sambo                 | –68 kg F                          |
| Andrei Kazusionak                                                                                               | Sambo                 | –90 kg M                          |
| Vladimir Samsonov                                                                                               | Tenis de mesa         | Individual M                      |
| Hanna Marusava Katsiaryna Timofeyeva Alena Tolkach                                                              | Tiro con arco         | Equipo F                          |
| Bronce |                       |                                   |
| Katsiaryna Barysevich Veranika Nabokina Karina Sandovich                                                        | Gimnasia acrobática   | Concurso completo por grupos F    |
| Katsiaryna Barysevich Veranika Nabokina Karina Sandovich                                                        | Gimnasia acrobática   | Grupo – Dinámico F                |
| Katsiaryna Barysevich Veranika Nabokina Karina Sandovich                                                        | Gimnasia acrobática   | Grupo – Balance F                 |
| Melitsina Staniouta                                                                                             | Gimnasia rítmica      | Concurso completo ind. F          |
| Melitsina Staniouta                                                                                             | Gimnasia rítmica      | Pelota F                          |
| Melitsina Staniouta                                                                                             | Gimnasia rítmica      | Mazas F                           |
| Xeniya Cheldishkina Mariya Kadobina Aliaxandra Narkevich Valeriya Pishchelina Arina Tsitsilina Hanna Dudzenkova | Gimnasia rítmica      | Concurso completo por conjuntos F |
| Hanna Harchonak                                                                                                 | Gimnasia en trampolín | Individual F                      |
| Viktar Sasunouski                                                                                               | Lucha grecorromana    | 80 kg M                           |
| Ioseb Chugoshvili                                                                                               | Lucha grecorromana    | 130 kg M                          |
| Veranika Ivanova                                                                                                | Lucha libre           | 60 kg F                           |
| Nadzeya Shushko                                                                                                 | Lucha libre           | 53 kg F                           |
| Maryia Mamashuk                                                                                                 | Lucha libre           | 63 kg F                           |
| Vitali Bialko Raman Piatrushenka                                                                                | Piragüismo            | K2 1000 m M                       |
| Pavel Miadzvedzeu Aleh Yurenia Vitali Bialko Raman Piatrushenka                                                 | Piragüismo            | K4 1000 m M                       |
| Uladzislau Burdz                                                                                                | Sambo                 | –57 kg M                          |
| Yuri Rybak | Sambo                 | +100 kg M                         |
| Katsiaryna Prakapenka                                                                                           | Sambo                 | –60 kg F                          |
| Vitali Bubnovich                                                                                                | Tiro                  | Rifle 3 posiciones 50 m M         |
| Serguei Martynov                                                                                                | Tiro                  | Rifle en pos. tendida 50 m M      |
| Viktoriya Chaika                                                                                                | Tiro                  | Pistola 10 m F                    |
| Anton Prylepau                                                                                                  | Tiro con arco         | Individual M                      |